# پایگاه هوایی کلیموو
پایگاه هوایی کلیموو (به انگلیسی: Klimovo (air base)) یک فرودگاه نظامی است که یک باند فرود بتن دارد و طول باند آن ۲۵۰۰ متر است. این فرودگاه در کشور روسیه قرار دارد و در ارتفاع ۱۸۱ متری از سطح دریا واقع شده است.